# Winklerella
Genre
Winklerella est un genre de plantes à fleurs de la famille des Podostemaceae.

## Liste d'espèces
Selon Catalogue of Life (27 septembre 2017) :
- Winklerella dichotoma Engl.

Selon NCBI (27 septembre 2017) :
- Winklerella dichotoma

Selon Tropicos (27 septembre 2017) :
- Winklerella dichotoma Engl.